# Doryphoribius pilatoi
Doryphoribius pilatoi är en djurart som tillhör fylumet trögkrypare, och som beskrevs av Bertolani 1984. Doryphoribius pilatoi ingår i släktet Doryphoribius och familjen Hypsibiidae. Inga underarter finns listade i Catalogue of Life.